# USS South Dakota (SSN-790)
USS South Dakota (SSN-790) – amerykański okręt podwodny z napędem jądrowym typu Virginia, drugiej generacji Batch 2 Block III. 22 grudnia 2008 roku kontrakt na budowę tego okrętu otrzymała stocznia General Dynamics Electric Boat. Budowa okrętu rozpoczęła się w 2013 roku, a chrzest odbył się w Groton 14 października 2017 roku.